# Мадонна с Младенцем (картина Фунгаи)
«Мадонна с Младенцем» — картина итальянского художника эпохи Возрождения, представителя сиенской школы Бернардино Фунгаи из собрания Государственного Эрмитажа.
На золотом узорчатом фоне изображена Дева Мария в красном платье и тёмно-синем плаще, вокруг её головы золотой нимб. Одной рукой она придерживает младенца Христа, стоящего на подоконнике или парапете. Младенец одет в прозрачную кисейную рубашку, вокруг его головы золотой нимб с красным крестом. На шее и запястьях младенца ожерелье и браслеты из красного коралла — согласно средневековым поверьям амулеты из коралла являлись средством защиты от дурного глаза. В правой руке Младенец держит Сферу мира, увенчанную крестом, в левой руке у него нитка, к концу которой привязана птичка, сидящая на красно-золотой подушке и являющаяся символом спасённой души. Картина написана темперой на тополевой доске, причём доска выгнута по вертикали, с обратной стороны стесана с четырёх сторон.
Считается, что картина написана в начале XVI века. Её ранняя история не установлена, она была приобретена графом П. С. Строгановым в монте ди пьета в Риме в 1855 году. Долгое время картина хранилась в Санкт-Петербурге в его доме на Сергиевской улице, а после смерти владельца в 1911 году была перенесена в Строгановский дворец на Мойке. После Октябрьской революции всё имущество Строгановых было национализировано, во дворце на Мойке был устроен Строгановский дворец-музей, однако в 1926 году музей был упразднён и все его коллекции были распределены между Русским музеем и Эрмитажем. Большинство работ эпохи Возрождения, включая и «Мадонну с Младенцем» Фунгаи, было передано в Государственный Эрмитаж. Выставляется в здании Большого (Старого) Эрмитажа в зале 209
Автор картины долгое время был не определён. Так, например, в описи собрания графа П. С. Строганова, составленной в 1864 году, автором назван Николо Алунно. Немецкий искусствовед Г. Ф. Вааген в том же году осмотрел собрание Строганова и в своей книге с описанием частных петербургских собраний поставил возле имени Алунно знак вопроса. Также под именем Алунно она значится и в описи Строгановского дворца 1922 года, однако при поступлении в Эрмитаж в 1926 году в музейный инвентарь картина была внесена как работа неизвестного художника XV века. В эрмитажных каталогах 1958 и 1976 годов картина указана как работа школы Пинтуриккьо с указанием предполагаемого авторства Франческо Меланцо. Имя Фунгаи как возможного автора называлось Кроу и Кавальказелле ещё в 1864 году, поскольку в его творчестве также ощутимо влияние Пинтуриккьо.
Официально картина была атрибутирована Фунгаи российским искусствоведом Т. К. Кустодиевой во второй половине 1980-х годов и начиная с эрмитажного каталога 1989 года картина значилась как его работа. Дальнейшее изучение картины и сравнение с бесспорными работами Фунгаи только подтвердило её выводы. При описании коллекции П. С. Строганова она отдельно остановилась на этой картине:

Глядя на произведения Фунгаи, трудно поверить, что этот мастер продолжал творить уже в XVI в., — настолько сильны в них архаические черты: золотой фон, узорчатые нимбы. Но в то же время фигура ребёнка достаточно объёмна и мягко промоделирована. <…> Работы Фунгаи привлекательны богатством фантазии, красотой многочисленных деталей, яркостью колорита, подчёркнутой декоративностью.